# ウルトラマンティガ&ウルトラマンダイナ 光の星の戦士たち
- ウルトラシリーズ
  - ウルトラマンダイナ > ウルトラマンティガ&ウルトラマンダイナ 光の星の戦士たち
  - ウルトラマンティガ > ウルトラマンティガ&ウルトラマンダイナ 光の星の戦士たち

『ウルトラマンティガ&ウルトラマンダイナ 光の星の戦士たち』（ウルトラマンティガ アンド ウルトラマンダイナ ひかりのほしのせんしたち）は円谷プロダクション製作による特撮映画作品。テレビ番組『ウルトラマンダイナ』の劇場オリジナル作品である。1998年3月14日全国松竹系で公開。同時上映は『ウルトラニャン2 ハッピー大作戦』。
キャッチコピーは「こんどの敵は、デカスゴだ。」

## 概要
ゲームを楽しむような感覚で人類殲滅を企むモネラ星人と地球平和連合TPCの戦いを描く。
平成ウルトラシリーズ初の映画作品。ウルトラシリーズのテレビ作品が、放映中に完全新作映画として公開されるのは本作品が初めてである。
『ウルトラマンゼアス』2作品の成功を受けて配給の松竹がウルトラシリーズをプログラムピクチャーとすることを円谷プロダクションに要望し、当初は『ゼアス3』を製作する予定であったが、ティガとダイナの競演というスペシャル要素を重視して、放送中であった『ウルトラマンダイナ』テレビシリーズの拡大版として制作されることとなった。
当初の企画ではウルトラマンダイナとウルトラマンティガの共演は、本編においてもアスカとダイゴの遭過という形で想定されており、『ティガ』の時代からタイムスリップしたダイゴが変身してダイナを助けるという展開が用意されていたが、ダイゴ役のV6の長野博がスケジュールの都合がつかず、ストーリーは変更されることになったものの、そのことによってテーマは「アスカの戦士としての成長」へと絞られ、ティガに関しては「人々の心の中にある希望が実体化したものである」と、テレビシリーズの最終回を1歩推し進めた解釈を示すことになった。
『ダイナ』が前作『ティガ』最終回から7年後の時代であるという設定を活かし、旧GUTS隊長であるイルマ参謀とアスカの対面を経てティガを登場させており、終盤においてもダイゴとヤズミを除いた旧GUTS隊員が集結・再会するシーンが存在する。旧GUTS隊員は本作品の後にテレビシリーズにも登場するが、本作品製作時点ではイルマ以外TPCを離れているという設定であったため全員私服姿での登場となった。

## ストーリー
宇宙有翼骨獣ゲランダが宇宙空間に出現。ウルトラマンダイナも現れ、戦闘を開始するが、ソルジェント光線の直撃にも耐える敵を前に危機に陥る。しかし次の瞬間、ゲランダは謎の戦艦の砲撃を受けて消滅。ダイナとスーパーGUTSの危機を救ったこの戦艦の正体は、TPCが極秘裏に作った電脳巨艦「プロメテウス」であった。
後日、クリオモス島にてプロメテウスの説明会が開かれた。招かれたアスカたちスーパーGUTSの面々は、そこで開発責任者のキサラギ・ルイ博士に出会う。「人間の思考パターンを読み取ったメインコンピュータが、その人間のとる行動と同様に動かすために無人であり、また圧倒的な破壊力を持つネオマキシマ砲を有する戦艦プロメテウスは、ウルトラマンダイナをも凌ぐ、新たなる人類の希望である」と、プロメテウスへの絶対の自信を語るキサラギ博士に、「大きいだけの戦艦がダイナよりも強力であるはずがない」と憤るアスカ。ヒビキ隊長はそんなアスカを抑えつつも「このような強力な兵器は人類には危険ではないか?」と進言する。キサラギ博士は「時代は常に先へと進む」とヒビキ隊長の言葉を一蹴。その一方で、人間の思考データを用いるという都合上、必要なデータが不足しており、キサラギ博士はそのためにスーパーGUTSの隊員たちの記憶をインプットしようと計画していた。ダイナを例えにしてプロメテウスの優位性を誇示され怒ったアスカは、「こんなデジタル戦艦の能力なんか否定してやる」と自らデータサンプルに志願するのだった。
しかし、データ移植の最中にアスカは意識を失い、過去に戦った怪獣たちとの壮絶な死闘を夢に見る。その中でゲランダとの戦いをも思い出し、ダイナがプロメテウスのネオマキシマ砲を受けて消滅する悪夢に苛まれたアスカは、気を失ってしまった。
マイに介抱してもらっていたアスカ。その時、突如謎の宇宙船がクリオモス島を襲撃する。ヒビキ隊長らがガッツイーグルに乗って迎撃に出るが、マシントラブルで分離出来ず、海上に墜落してしまう。マイとアスカも遅れて駆けつけるが、機嫌の悪いアスカは「足手まといだ」とマイを地下基地へと避難させ、ダイナに変身しようとする。ダイナがプロメテウスに倒される悪夢が脳裏をよぎり、変身を躊躇するアスカだったが、「ダイナは無敵の巨人だ。負けるはずがない」と自身に活を入れて、変身を遂げる。
その時、プロメテウスが出現。しかし宇宙船が照射した光線を浴びたプロメテウスは変形、電脳魔神デスフェイサーに変貌した。

## 登場人物
ススム
K3地区に住む少年。デスフェイサー襲来で避難する途中にアスカと出会い、落ち込んでいたアスカに辛辣な言葉を浴びせつつも励まそうとする。スーパーGUTSのガッツアーマーのレプリカユニフォームを着、兄から貰ったウルトラマンティガのソフビ人形を宝物にしているなど、ヒーローへの憧れが強い。
兄はかつてティガがガタノゾーアに敗れ石像と化した際に光を与えた世代であり、現在は宇宙飛行士訓練学校で生活している。
ウルトラマンティガ
ススム少年が持っていたティガの人形に、ダイナを助けようとする世界中の人々から放たれた光が宿って本物のティガとなりダイナを助ける。クイーンモネラを倒した後、光となり消滅した。
本作品に登場するティガはあくまで人々の光が実体化したもので、『ティガ』本編で主人公のマドカ・ダイゴが変身したティガとは別の存在。
- スーツはテレビシリーズのものの流用。

マドカ・ヒカリ
ダイゴとレナの娘。火星生まれのスターチャイルド第一世代。事件解決後、レナに連れられイルマに会いに来る。後に『ダイナ』本編の最終章にも登場する。
『ウルトラマンダイナ』
最終章で父親のダイゴとともに登場。
『ウルトラマンティガ外伝 古代に蘇る巨人』
本作品から少し成長した姿（演 - 山崎ゆり）で登場。劇中、弟のマドカ・ツバサの存在やTPC所属ということが語られている。劇中での登場は、冒頭のツバサとの通信（声のみ）とツバサが所持するロケットの中の写真のみ。また、劇中にはヒカリとそっくりなマホロバという古代人の女性も登場する。
『大決戦!超ウルトラ8兄弟』
本作品のヒカリとはパラレルワールド（別世界）の人物という設定ではあるものの、ダイゴとレナの娘（演 - 橋本来留美）として登場。このヒカリは、パラレルワールド（別世界）のハヤタ・シン（ウルトラマン）の孫でもある。

## 登場怪獣・宇宙人
宇宙植物獣人 モネラ星人
植物が進化した外骨格を有する植物系宇宙人の知的生命体で、高度な科学力で地球人類の完全抹殺を目論む。話し方は礼儀正しいものの、とてつもなく攻撃的で高慢な性格で「人類に自分たちと対等に会話する資格など無い」「絶望と恐怖しか許されない」「人類自体の存在が目障り」などと語り、人類を愚かで無意味な存在としてしか認識していない。
キサラギの意識を超能力でコントロールして、プロメテウスを建造させ、さらにクリオモス諸島に配備されていたガッツイーグルに予めマシントラブルを引き起こすように細工を施させた。劇中では13体が登場し、最終的に全てがモネラシードと同化しクイーンモネラとなった。
- デザインは丸山浩による。モチーフは『ウルトラセブン』に登場したチブル星人。ゲランダとの共通項である外骨格を入れている。
- 着ぐるみは制作されておらず、CGで表現されている。

宇宙有翼骨獣 ゲランダ
対ダイナ戦用に生体改造されたモネラ星の衛星ジーランドに住む宇宙怪獣。モネラ星人と同じ遺伝子構造を持つ。マッハ9.6の飛行速度で宇宙空間を飛行し、月上空においてガッツイーグルα・β号、さらに月面でウルトラマンダイナと戦った。
ソルジェント光線の直撃にも耐える頑強な外骨格を持ち、怪力と口から発射するジービームを武器とする。ダイナを頭部の「角骨」と呼ばれる角で貫こうと追い詰めるが、ダイナがダイナスラッシュの構えを取った瞬間にプロメテウスの放ったネオマキシマ砲を受け消滅する。
- デザインは丸山浩による。モネラ星人同様、外骨格系でまとめている。
- 造型はVi-SHOPによる。スーツには翼の展開ギミックがあり、飛行シーンでは翼を広げた状態のスーツと飛行用人形が併用された。
- 当初の内容では、赤い身体色のゲランダIIがクリオモス諸島を襲撃するという展開が予定されていたが、予算の都合やモネラシードやプロメテウスなども登場するため煩雑と判断され不採用となった。

『大怪獣バトル ULTRA MONSTERS EX』に登場したゲランダ
第12話「襲撃! 宇宙有翼骨獣」に登場。
突然主人公の乗るキングジョーブラックの頭部の前に現れて襲い掛かり、彼らを惑星アヴァルに連れ去る。そしてそこでバトルナイザーの怪獣と戦ったが、倒された。
ステータスはディフェンスとパワーが高めに設定されている。必殺技は劇中使用した「ジービーム」、超高速での体当たり攻撃「マッハクラッシュ」、両腕の爪で敵を切り裂く「ゲランダクロー」が使える。また、ダイナのソルジェント光線に耐えた怪獣だけあって、NEO以降は光属性攻撃への耐性を身につけている。

専用種子船 モネラシード
モネラ星人が宇宙船として使用している宇宙生命体。カブトガニに似た外観をしている。
ガッツイーグルのトルネードサンダーを防ぐほどの強力なシールドを発生することができ、船首から赤色破壊光線シーダーを放ち、これでクリオモス島の無人迎撃システムを破壊した。また、本体下部からは変形光線モルージョンを放つことも可能であり、これでプロメテウスをデスフェイサーに変形させた。
土中に潜むことも可能で、デスフェイサーを倒した直後に飛び立ったダイナ・ストロングタイプを触手で捕らえ、その状態で13体のモネラ星人と同化してクイーンモネラへと変貌した。
- モネラ星人の要素を落とし込んでいる。
- 造型はVi-SHOPによる。撮影に使用されたプロップは『ウルトラマンネクサス』のレーテに改造された。

電脳魔神 デスフェイサー
TPCの建造した電脳巨艦プロメテウスが、モネラシードのモルージョンによって構造ごと改造され、再構成した戦闘用ロボット。胸部のネオマキシマ砲に加え、右腕が伸縮自在のデスシザースで、その上部付近にビーム砲を持ち、左腕がガトリングガンになっている。
最初の対決では、ゲランダによってダイナの攻撃データを調査し、アスカ＝ダイナの記憶・能力をコピーしていたため、ウルトラマンダイナ・ミラクルタイプのスピード攻撃を完全に見切った。シャイニングジャッジを反射バリヤー・ジェノミラーで跳ね返し、反撃のネオマキシマ砲を発射。この際、ネオマキシマ砲に敗れる悪夢が頭をよぎったダイナが逃亡したため、クリオモス島に直撃、島を破壊してしまう。
2戦目ではウルトラマンダイナ・ストロングタイプと対決。今度は両腕をもぎ取られた挙句、恐怖を乗り越えたダイナにネオマキシマ砲もろとも胸部をダイナックルで貫かれ、スペースダイナマイトで空高く放り投げられるとそのまま爆発した。
テレビ版第46話にも黒い宇宙植物の作り出した幻影として姿を見せている。
- ネオマキシマ砲は、後に『ダイナ』本編終盤にてクラーコフNF-3000に搭載されることになり、ダイナと人類がスフィアに勝利するための重要な鍵となった。
- プロットではシルバービショップやジェノサイバーなどの名称であった。
- デザインは丸山浩による。変形前後のつながりは考えず、ぐちゃぐちゃに変形するイメージのため、表面を無数のパネルラインで覆っている。黒い顔には多くの赤いLEDを仕込んで顔文字のように変化させる予定であったが、コミカルになるのを恐れて幾何学模様の表現のみとなった。
- 造型はボンクラフトによる。スーツは上下分割式で、両腕も着脱可能となっている。着ぐるみは映画公開後も長く残っていたが、『ウルトラマンゼロ外伝 キラー ザ ビートスター』にて、ビートスターに改造された。同作品ではデスフェイサーがそのままロボット怪獣軍団の一体として登場する案もあった。

『ウルトラマンティガ&ウルトラマンダイナ 新たなる二つの光』に登場したデスフェイサー
ミッション14「光を超えて」に登場。
『大怪獣バトル ULTRA MONSTERS EX』に登場したデスフェイサー
第18話「ダブルモンスロード!」に登場。
惑星ボリスの地中に埋まっており、主人公にゼットンを倒されて弱ったレイブラッド星人が呼び出し、これに憑依する。ストーリー第2部最後の敵であり、桁外れの圧倒的な戦力を誇る。
最大の武器として「ネオマキシマ砲」を装備し、これで主人公たちを消し飛ばそうとするが、ヴィットリオが庇ったことで阻止される。最期は主人公とヴィットリオ、2つのバトルナイザーによるダブルモンスロードで現れた怪獣にレイブラッド星人もろとも倒された。
ステータスはキングジョーブラック並みもしくはそれ以上の高ステータスを誇り、第1部ラストのエースキラーを遥かに上回る。必殺技は劇中通り、「ネオマキシマ砲」、「ガトリングガン連射」、「デスシザーレイ」を使用する。NEO以降、ネオマキシマ砲は光属性が付加されている。

超巨大植物獣 クィーンモネラ
デスフェイサーを倒された13体のモネラ星人が、最後の手段としてモネラシードを核に同化・発育した姿。ティガとダイナの約5倍の巨体を持つ。
触手からは破壊光弾テンタクルボム、開いた頭部からは周囲3キロメートルの地点をリング状に焦土と化す拡散光弾クラウンビームを発射する。高圧電流QMバースターを使って、腹部の檻に閉じ込めたダイナの光エネルギーを奪って活動を停止させた。しかし、人々の諦めない心が光となって出現したウルトラマンティガが、解放した光のエネルギー（クリスタルパワー）でダイナを蘇らせたため形勢逆転される。上記のテンタクルボムと土中から伸ばした触手でティガとダイナを苦しめたが、触手をスーパーGUTS隊員らの総攻撃で切断され、2大ウルトラマンのフライングダブルパンチを受けて怯む。最後はクラウンビームのチャージ中に、ティガとダイナの合体技・TDスペシャルによって消滅。同時にモネラ星人も全て死滅した。
- デザインは丸山浩による。造型はVi-SHOPによる。触手は造形物とCGを併用している。ミニチュア前提のデザインのため、人が入ることを想定せずにデザインされた。
- のちに映画『新世紀ウルトラマン伝説』にも登場した（映像は本作品からの流用）。

## キャスト
- アスカ - つるの剛士
- マイ - 山田まりや
- リョウ - 斉藤りさ
- カリヤ - 加瀬尊朗
- ナカジマ - 小野寺丈
- コウダ - 布川敏和
- ムナカタ - 大滝明利（友情出演）
- ホリイ - 増田由紀夫（友情出演）
- シンジョウ - 影丸茂樹（友情出演）
- レナ - 吉本多香美（友情出演）
- キサラギ - 杉本彩
- ヒカリ - 金森みずほ
- ススム - 三觜要介
- 若者A - 江畑浩規
- 若者B - 竹村直毅
- 若者C - 樹高梨菜
- 初老男 - 近藤大善
- 初老女 - 児玉美智子
- 技師 - 土屋貴司
- フカミ - 天田俊明
- ミヤタ - 円谷浩
- シイナ - 前沢保美
- ゴンドウ - 亀山忍
- イルマ - 高樹澪
- ヒビキ - 木之元亮
- 予告編ナレーター - 内海賢二

### 声の出演
- ウルトラマンティガ - 真地勇志

### スーツアクター
- ゲランダ - 北岡久貴
- デスフェイサー - 岡野弘之
- ウルトラマンティガ - 権藤俊輔
- ウルトラマンダイナ - 長谷川恵司

## スタッフ
- 製作総指揮 - 円谷一夫
- 製作 - 幸甫、渡辺繁、児玉守弘、友野庄平、皆川槇二、野田友彌
- 企画 - 満田かずほ、鮫島文雄、東聡、滝本裕雄、榎本恒幸、小川徹、地田信次郎
- 監修 - 高野宏一
- チーフプロデューサー - 鈴木清
- プロデューサー - 吉田剛、川城和実、田上節朗、丸谷嘉彦、水尾芳正、石川清司
- 音楽プロデューサー - 玉川静
- 音楽 - 矢野立美
- 脚本 - 長谷川圭一
- 撮影 - 大岡新一
- 美術 - 松原裕志
- 照明 - 高野和男
- 録音 - 鶴巻仁
- 操演 - 上田健一
- 助監督 - 城本俊治
- 殺陣 - 車邦秀
- 編集 - 松木朗
- スクリプター - 山内薫
- 製作担当 - 土肥裕二
- 製作協力プロデューサー - 小山信行
- 企画協力 - 笈田雅人、江藤直行、河野聡、佐藤明宏、諸冨洋史、大野実、位下博一
- 背景 - 島倉二千六
- キャラクターメンテナンス - 福井康之、市川拓
- セカンドユニット撮影 - 石渡均
- CGコーディネーター - 松野美茂
- ビジュアルエフェクトコーディネーター - 阿部雄一
- サウンドコーディネーター - 浦田和治
- 音響 - 伊藤克巳
- 効果 - 今野康之
- キャラクターデザイン - 丸山浩
- イメージボード - 橋爪謙始
- タイトル - 熊谷幸雄
- キャスティング - 安藤実
- アシスタントプロデューサー - 渋谷浩康
- ウルトラマンティガ&ウルトラマンダイナ製作委員会（円谷プロダクション、松竹、バンダイビジュアル、TBS、毎日放送、講談社、読売広告社）
- 監督・特技監督 - 小中和哉

## 主題歌
主題歌「SHININ' ON LOVE」
作詞 - 松井五郎 / 作曲 - 河野陽吾 / 編曲 - 京田誠一 / 歌 - 影山ヒロノブ&前田達也
イメージソング「君の愛と僕の勇気～もう悲しみなんかない」
作詞 - 松井五郎 / 作曲 - 松原みき / 編曲 - 高梨康治 / 歌 - 影山ヒロノブ&前田達也

## 映像ソフト化
- VHSおよびDVD（セル、レンタル共通）は1998年12月18日発売。いずれも『ウルトラニャン2 ハッピー大作戦』を同時収録。
- 2007年11月26日発売の『ティガ ダイナ ガイア メモリアルボックス ザファイナル』および2015年9月25日発売の『ウルトラマンダイナ Complete Blu-ray BOX』に収録されている。こちらには『ウルトラニャン2』は未収録。
- DVDは2010年1月にファミリーセレクションとしても再発売されている。

## テレビ放送
初回放送日
1998年12月27日16時から17時24分 MBS・TBS系列。
『ウルトラマン列伝』
2012年12月5日から同年12月26日まで、全4回に分割されて放送された。
『ウルトラマン クロニクルZ ヒーローズオデッセイ』
2021年3月20日から同年3月27日まで、前後編に分割されてダイジェスト放送された。